# Опсада Сердике
Опсада Сердике (буг. Обсадата на Сердика) извршена је у лето 809. године. Резултат опсаде је бугарска победа након које Софија трајно остаје у бугарском поседу.

## Опсада
Након уништења Аварског каганата, кан Крум је настојао да ослободи Словене који су насељавали области долине реке Струме и Македоније. Главна препрека била је тврђава Сердика (данашња Софија). Опсада је почела почетком године. Крум је знао да овај добро утврђени град неће моћи освојити за неколико недеља па је склопио договор са грађанима да, у замену за слободу, напусте град. Бугари су пре Ускрса ушли у град и ипак побили целокупан гарнизон од 6000 војника и понеке цивиле. Освајање Сердике важан је успех за Бугаре јер је то био главни центар Византије на Балкану. Они ће се ту утврдити и одатле предузимати походе на читавом Балкану.